# Ciboneis
Os ciboneis ou ciboneys são uma tribo da região do Caribe. Foram os primeiros habitantes das ilhas  de Antígua e Barbuda, Cuba, Trinidad e Tobago, República Dominicana e de boa parte da região do Caribe.
Eram caçadores, pescadores e coletores. Habitavam nas proximidades de rios ou do mar, em assentamentos semipermanentes, se abrigavam em cavernas ou em tendas primitivas somente com um quebra vento feito com arbustos ou palhas de palmeiras. Viviam em pequenos grupos formados de uma ou mais famílias. Usavam ferramentas e utensílios feitos de conchas, pedras, ossos e madeira.
Cibonei provavelmente vem da palavra siba-eyeri na língua Arawak, onde siba significa rocha e eyeri significa homem.

## História
Os Ciboneis tem sua origem no grupo étnico Arawak. Entre os anos de 300 e 400 a.C., os Ciboneis chegaram nas Ilhas Virgens a partir da América do Sul. Em Cuba, os Ciboneis migraram da Flórida, Honduras, Nicarágua e América do Sul aproximadamente em 1.000 a.C. e foram subjugados pelos Arawak que chegaram posteriormente em Cuba, fazendo dos Ciboneis seus naborias (servos).